# Аминофенолы
Аминофенолы — это органические соединения, в которых функциональные аминогруппы (-NH2) и гидроксогруппы (-OH) присоединены к бензольному кольцу.  Соединения с фенольный фрагмент молекулы представленный пирокатехином, называют катехоламинами.

## Описание
Аминофенолы белые кристаллические вещества, легко окисляются кислородом воздуха с образованием соединений хинониминов,  в следствии чего они темнеют. Особенно это касается пара- и орто-изомеров.
Представители аминофенолов с лева на право: о-аминофенол, м-аминофенол, п-аминофенол:
К основным катехоламинам относятся гормоны нейромедиаторы адреналин, норадреналин, дофамин.

## Синтез
Промышленный синтез n-аминофенола из n-нитрохлорбензола:

## Химические свойства
Аминофенолы являются амфотерными веществами, они проявляют кислотные свойство за счет гидроксогруппы и основные свойства за счет аминогруппы:
Аминофенолы вступают в реакцию ацилирования. За счет более высокой нуклеофильности атома азота в сравнении с атомом кислорода, ацилирование происходит по атому азота.  Действуя эквимолярным количеством уксусного ангидрида на n-аминофенол можно синтезировать парацетамол. Данное вещество используется в медицине как обезболивающий и жаропонижающий препарат.
Взаимодействие п-аминофенола с хинонимином приводит к получению индофенола:

## Применение
- Производство лекарственных веществ
- Производство красителей